# Janík
Janík este o comună slovacă, aflată în districtul Košice-okolie din regiunea Košice. Localitatea se află la altitudinea de 188 m deasupra n.m., se întinde pe o suprafață de 19,87 km2 și în 2017 număra 633 de locuitori.

## Istoric
Localitatea Janík este atestată documentar din 1285.

## Demografie
| An:                | 1994 | 2004   | 2014   | 2024   |
| ------------------ | ---- | ------ | ------ | ------ |
| Număr de persoane: | 537  | 569    | 621    | 600    |
| Diferență:         |      | +5,95% | +9,13% | −3,38% |

| An:                | 2023 | 2024   |
| ------------------ | ---- | ------ |
| Număr de persoane: | 609  | 600    |
| Diferență:         |      | −1,47% |